# Gier
A Gier folyó Franciaország területén, a Rhône jobb oldali mellékfolyója.

## Földrajzi adatok
Loire megyében a Francia-középhegységben ered 1 310 méter magasan, és Givors-nál, Rhône megyében torkollik a Rhône-ba. Hossza 40,3 km.  

## Megyék és városok a folyó mentén
- Loire : Doizieux, Sainte-Croix-en-Jarez
- Rhône : Givors